# Amnezia (film)
Amnezia (titlu original: Hardwired) este un film american SF de acțiune din 2009 regizat de Ernie Barbarash și scris de  Mike Hurst. Rolurile principale au fost interpretate de actorii Cuba Gooding Jr. și Val Kilmer. Filmul a fost lansat direct pe DVD în Statele Unite pe 3 noiembrie 2009.

## Prezentare
Într-un viitor nu prea îndepărtat, în care corporațiile controlează aproape fiecare aspect al vieții umane, un bărbat pe nume Luke Gibson este implicat într-un accident de mașină care s-a soldat cu decesul soției sale și a copilului lor nenăscut. Luke are leziuni grave ale creierului, dar Hope Corporation acceptă să-i implanteze un cip în creier pentru a-i salva viața. El descoperă că acest cip trimite în mod constant reclame până când persoana fie cumpără produsul, fie înnebunește. În timp ce încearcă să-și dea seama de ce i-au făcut asta și cine este cu adevărat, el află că cipul este un produs de testare cu un dispozitiv de siguranță care l-ar putea ucide. El cedează în fața efectelor, dar Corporația se teme că testul lor ar putea fi descoperit și decid să activeze sistemul de siguranță. Chiar înainte să se declanșeze, un grup de hackeri conduși de Hal și „Keyboard” intră în cip și îi salvează viața. După ce au folosit cipul pentru a-l îndruma departe de urmăritorii Hope Corp., ei sunt de acord să încerce să-l ajute să-și amintească cine este, în schimbul ajutorului în lupta lor împotriva Hope Corp. Ei îi arată că accidentul său nu a fost un accident, ci a fost planificat de Hope Corp. astfel încât să-l poată folosi ca subiect de testare. El este de acord să-i ajute, dar este capturat în timpul încercării și dus într-o unitate controlată de Hope Corp. Luke, cu ajutorul lui Punk Red și Punk Blue, reușește să se îndrepte spre liderul proiectului, Virgil Kirkhill. Virgil este ucis după o scurtă confruntare, iar Luke scapă. Se întâlnește cu „Roșu” și „Albastru” (singurii membri rămași ai grupului underground). Împreună promit să continue lupta până când Hope Corporation va fi distrusă.

## Distribuție
- Cuba Gooding Jr. - Luke Gibson
- Val Kilmer - Virgil Kirkhill
- Michael Ironside - Hal
- Tatiana Maslany - Punk Red
- Eric Breker - Robert Drake
- Juan Riedinger - Punk Blue
- Chad Krowchuk - Keyboard
- Terry Chen - Carter Burke
- Hiro Kanagawa - Dr. Steckler
- Rachel Luttrell - Candace
- Donny Lucas - Bennett
- Ali Liebert - Catalina Jones
- Monica Mustelier - Veronica "Ronnie" Gibson
- Julius Chapple - Lewis
- Sunita Prasad - Nurse Price
- Lance Henriksen - Hope (nemenționat)